# Famille Duvivier
Pour les articles homonymes, voir Duvivier.
La famille Duvivier est une famille française comptant deux magiciens : Dominique et sa fille Alexandra. 
Dominique Duvivier, né le 8 septembre 1950, est un illusionniste et créateur de tours français. De son côté, Alexandra Duvivier, née en 1973, est une prestidigitatrice française. Les deux artistes sont spécialisés dans la magie close-up (avec des tours de cartes notamment) et ont remporté le Mandrake d'or en 2001. Dominique Duvivier a créé le café-théâtre le Double fond à Paris où des magiciens effectuent des tours en passant de table en table. Alexandra Duvivier a commencé sa carrière dans l'établissement de son père.

## Dominique Duvivier

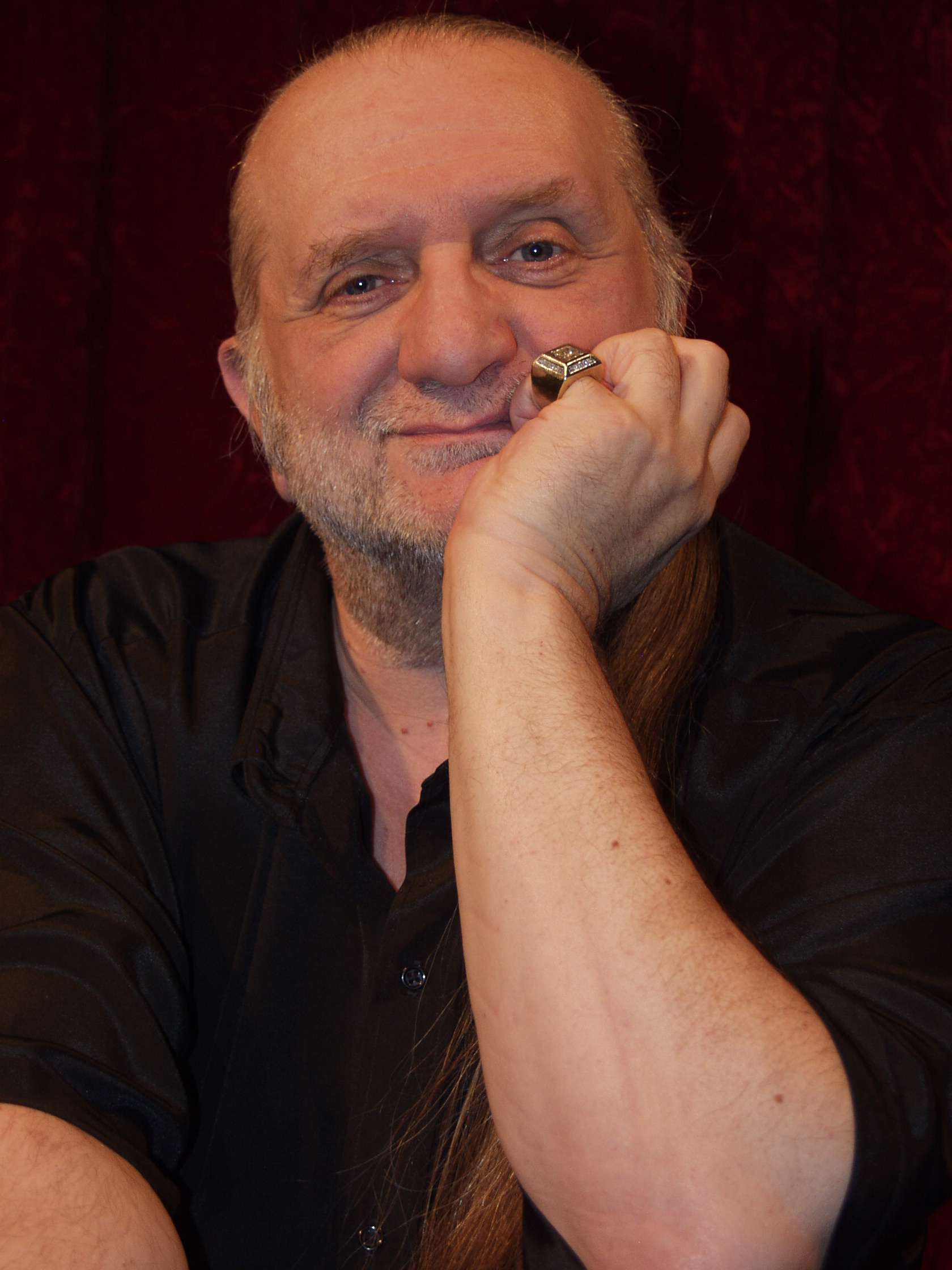
Dominique Duvivier, 2016.

Dominique Duvivier est né le 8 septembre 1950. Après avoir découvert la magie avec des cartes dans son enfance, il apprend par lui-même ses premiers tours et développe sa technique à l'adolescence. Spécialiste des tours de cartes et de la magie close-up, il commence sa carrière professionnelle en 1973.
Dominique Duvivier est réputé pour avoir fortement développé en France la magie close-up. Il a à son actif plusieurs milliers de tours (avec des cartes) et est un magicien de close-up reconnu internationalement par ses pairs.

« [Dominique Duvivier est] le plus créatif et le meilleur magicien de close-up jamais vu. »

— Paul Gertner
L'un de ses tours les plus célèbres est intitulé L'imprimerie.
Dominique Duvivier a enseigné la magie et le close-up à sa fille Alexandra,. Les deux artistes se produisent régulièrement en duo. Dominique Duvivier reconnaît notamment que le style moderne de sa fille permet de contrebalancer le sien, un peu plus froid et traditionnel, expliquant ainsi une partie du succès rencontré par leur association.

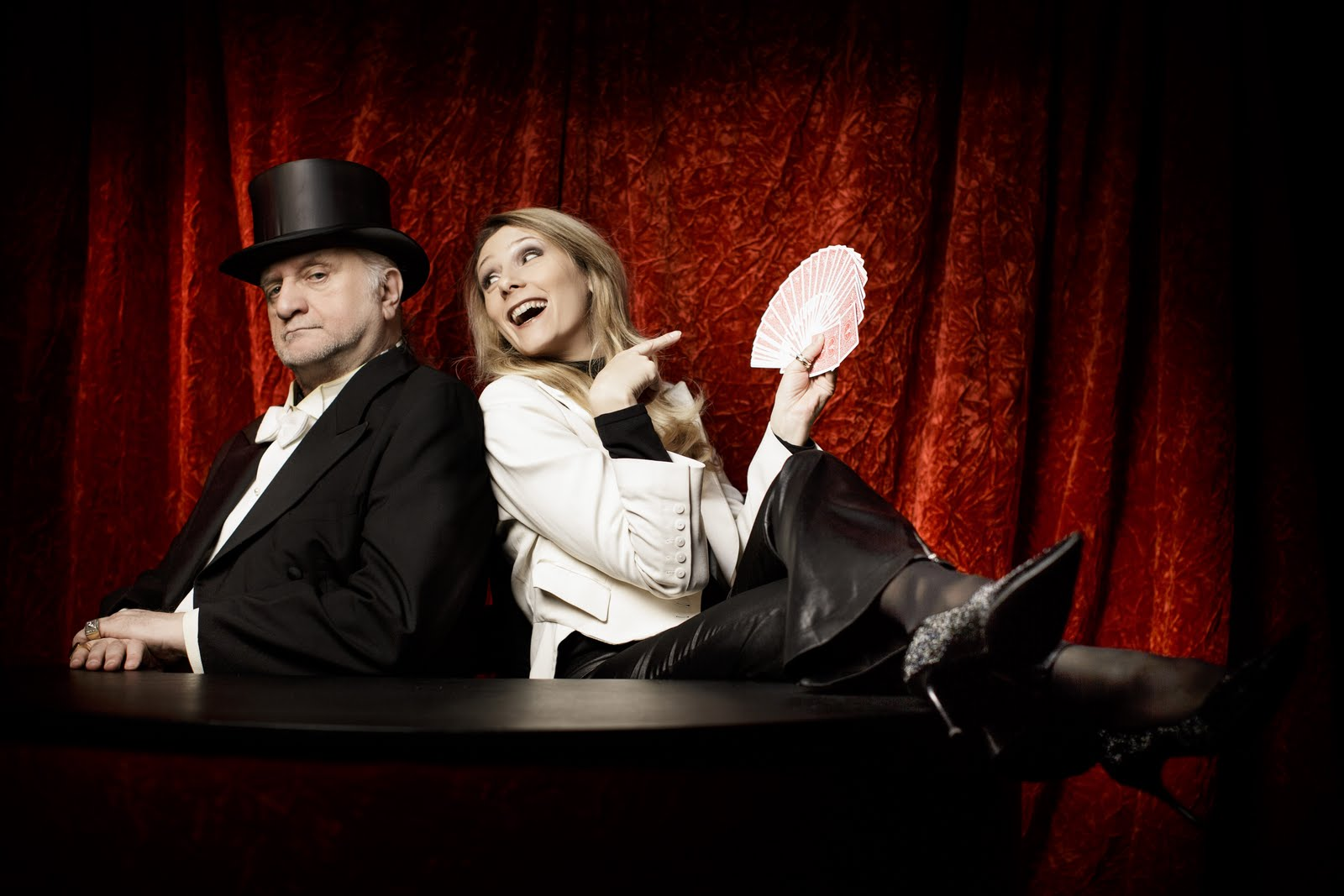
Dominique et Alexandra Duvivier, 2012.

En 1988, il crée un café-théâtre consacré à la magie, notamment le close-up. Dominique Duvivier est également actif dans la transmission et l'enseignement de la magie. Auteur de plusieurs ouvrages et DVD, il a fondé avec sa fille une école de magie à Paris. Il est également propriétaire de la boutique de magie parisienne Mayette Magie Moderne.
Dominique Duvivier a obtenu avec sa fille le Mandrake d'or en 2001,.

## Alexandra Duvivier

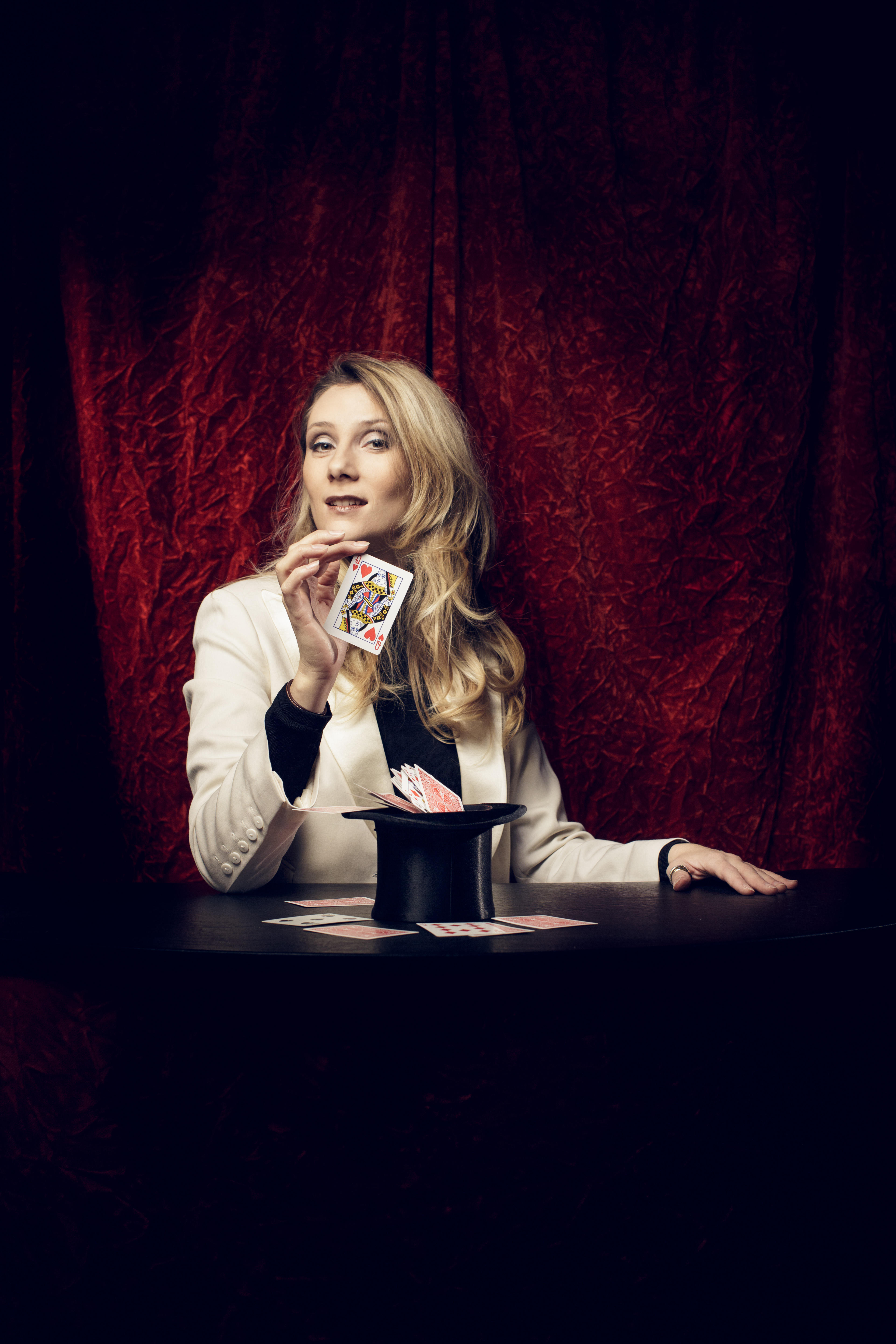
Alexandra Duvivier, 2012.

Alexandra Duvivier est née en 1973. Son père, le magicien Dominique Duvivier, lui permet de découvrir dès son adolescence l'univers de la magie professionnelle. Celui-ci lui enseigne d'ailleurs ses premiers tours et techniques de magie.
Intéressée, la jeune commence sa carrière en 1991. Au sein du café-théâtre de son père, le Double fond, elle effectue des tours de magie close-up. Elle parfait sa technique et son interprétation au sein de l'établissement et intègre la troupe permanente en 1995. En 1999, la magicienne commence à se produire en spectacle avec son père.
En 2001, Alexandra Duvivier crée un premier spectacle sur scène en solo, Seule. Rencontrant le succès, elle a également monté le spectacle solo Secrets de fabrication ainsi que les spectacles De très près et Show bouillant en duo avec son père,,.
Sur le plan du style, Alexandra Duvivier est une experte de la magie close-up. Son style est dynamique et fait une place importante à l'interprétation et à l'humour. Son père reconnaît d'ailleurs l'importance de ces qualités pour le succès des numéros close-up.
Alexandra Duvivier est également active dans le domaine cinématographique. Elle a notamment joué la doublure main de Monica Bellucci dans Le Pacte des loups et donne parfois des cours de magie pour des acteurs et actrices (comme Ludivine Sagnier).
Alexandra Duvivier a obtenu avec son père le Mandrake d'or en 2001,.

## LeDouble fond

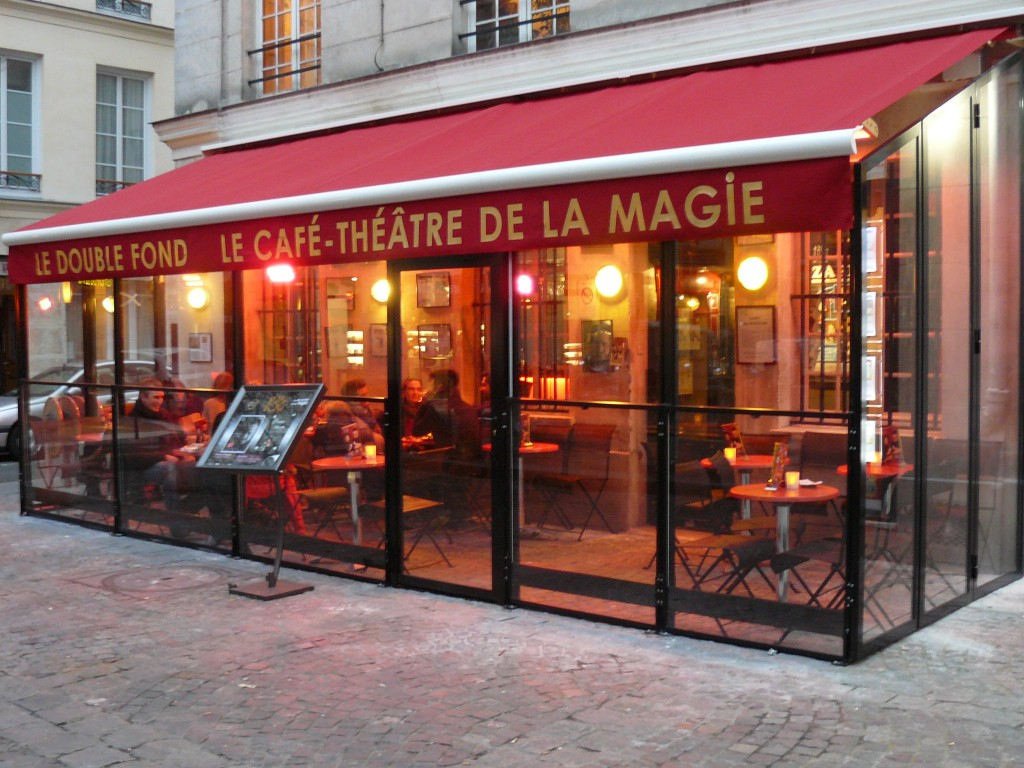
Devanture du Double fond, 2018.

En 1988, Dominique Duvivier décide de créer à Paris un café-théâtre consacré à la magie, le Double fond,. Outre des spectacles de magie de salon, le Double fond est connu pour proposer des tours de magie close-up, c'est-à-dire réalisés par des magiciens se déplaçant de table en table.
En septembre 2019, les Duvivier décident de créer une école et un diplôme Baccalauréat +2 de magie,,. Alexandra Duvivier prend la direction de l'école et les deux magiciens s'appuient sur les infrastructures du café-théâtre ainsi que sa réputation pour réaliser le projet.
Des cours pour enfants sont également proposés au Double fond.

## Publications de Dominique Duvivier
- « Le professeur Renélys », Le magicien, no 132, Mayette Magie Moderne
- 8 volumes d’enseignement progressif des cartes : les « Cartomagies » suivies de 10 vidéos
- 3 années de parution : « Cartes Oh Magie ! » et 6 numéros spéciaux
- « Magie Duvivier » par Jon Racherbaumer, illustré par Ton Onosaka et édité par Richard Kaufman
- Rédacteur dans Genii, Magic, Magicus, La Revue de la Prestidigitation…
- Conception et réalisation vidéos : « Spécial Duvivier », « Étoiles de la Magie Moderne »
- Parution DVD : « l’École de la Magie » (distribution en kiosques en 2004 - 6 volumes) / « Solo » - 2003 / « Duvivier’s Magic » 4 volumes 2004-2006-2007-2008 / « Intimiste – le show et les explications » (coffret de 3 DVD) / « Intimiste 2 - Dominique Duvivier Frappe Encore » (coffret 4 DVD - 2010) / « Le grenier est dans mon coffre » (coffret 2 DVD - 2011) / « Melting pot » (coffret 2 DVD - 2012) / « Hors limites » (coffret 2 DVD – 2013) / Final Secrets (coffret 5 DVD -2014)

## Pour approfondir